# Кіндийка
Кінди́йка — пасажирський залізничний зупинний пункт Херсонської дирекції залізничних перевезень Одеської залізниці.
Розташований у Дніпровському районі Херсона (мікрорайон Бурштиновий (Янтарний)) Херсонська міська рада Херсонської області на лінії Херсон — Вадим між станцією Херсон (8 км) та роз'їздом Антонівка (5 км).